# 尼古拉·吉洪诺夫
尼古拉·亚历山德罗维奇·吉洪诺夫（俄语：Николай Александрович Тихонов；1905年5月14日—1997年6月1日），冷戰時期蘇聯政治人物。
尼古拉·吉洪诺夫于1976年至1980年被任命为苏联部长会议第一副主席，1980年至1985年任苏联部长会议主席。作为苏联的政府首脑，吉洪诺夫是在苏联停滞时期后期负责文化和经济。他部长会议主席的职务于1985年被尼古拉·雷日科夫所取代。同年，他失去了他在苏联共产党中央政治局的席位，但他在中央委员会中的席位一直保留，直到1989年。

## 生平简介
吉洪诺夫1905年出生于俄罗斯帝國乌克兰哈尔科夫的一个工人阶级家庭。他於1920年代於學校畢業並於1930年開始工作。吉洪諾夫的政治生涯開始於地方工業.最初在地方工业部门的任职。1963年他被任命为蘇聯国家计划委员会副主席。在阿列克谢·柯西金辭職後，吉洪諾夫被選為蘇聯部長會議主席。在这个位置上，他没有采取有效的措施，以改革苏联经济，导致苏联于20世纪80年代进行经济改革。1989年吉洪諾夫退休。於1997年6月1日逝世於莫斯科。

## 早年经历
1905年5月14日，吉洪诺夫出生于乌克兰哈尔科夫（儒略历 5月1日）一个工人阶级家庭，1924年从圣凯瑟琳教会学校毕业。从1924年到1926年担任助理工程师。1930年，吉洪诺夫成为一名工程师，获得第聂伯罗彼得罗夫斯克冶金学院学位。1930年至1941年，吉洪诺夫担任第聂伯罗彼得罗夫斯克冶金厂的工程师，1941年1月，他被任命为工厂的总工程师。
吉洪诺夫在第聂伯罗彼得罗夫斯克期间，他相识了未来的苏联领导人勃列日涅夫。20世纪40年代他加入布尔什维克，并得到晋升。作为一名领导，吉洪诺夫能够发挥其组织能力。在他的领导下，该厂成为该地区的第一个于苏德战争后重建医院和恢复生产的企业。吉洪诺夫迅速得到擢升，于20世纪50年代进入苏联钢铁冶金部工作。 1955年至1960年间，吉洪诺夫成为钢铁冶金部副部长，部长会议及科学理事会的委员（后任主席），和苏联国家计划委员会副主席。苏联共产党第二十二次代表大会上，吉洪诺夫当选苏联中央委员会候补委员。1966年，苏共召开第二十三次代表大会，吉洪诺夫当选中央委员。后又被授予社会主义劳动英雄的称号。
吉洪诺夫主管冶金，化工等部门，同时协调重工业的总体发展。1976年9月，苏联部长会议主席阿列克谢·柯西金因病休假，勃列日涅夫任命吉洪诺夫为苏联部长会议第一副主席，以代行柯西金职权。吉洪诺夫因坦率而诚实得到勃列日涅夫重视。吉洪诺夫在1978年被选为苏联政治局候补委员，于1979年成为苏联政治局常务委员。吉洪诺夫因与苏联国防部部长德米特里·乌斯季诺夫关系不佳而在苏联干预阿富汗问题上给予否决。

## 执政时期（1980－1985）

### 苏共二十六大前后
1980年，阿列克谢·柯西金辞职。由75岁的吉洪诺夫就任苏联部长会议主席。尽管苏联经济已发展停滞，吉洪诺夫却没有于他的五年任期内进行苏联经济改革。吉洪诺夫于苏联共产党二十六大上提出苏联第十个五年计划（1981－1985），并告诉与会代表，国家将拨付九百万卢布保障儿童。吉洪诺夫呼吁改善苏美关系。他认为，苏联能够粮食自给。完全驳回了外界所猜测苏联经济危机的问题。尽管如此，吉洪诺夫承认苏联经济的“缺点”，并敦促节约能源资源，提高劳动生产率和改善苏联生产商品质量等措施满足“粮食问题”需要。1981年1月，吉洪诺夫表示，政府的人口政策最为欠缺。他开始担心因出生率降低，死亡率的增加而导致苏联出现与西方国家类似的人口问题。

### 安德罗波夫和契尔年科時期
列昂尼德·勃列日涅夫授予吉洪诺夫社会主义劳动英雄，1982年，勃列日涅夫去世后，吉洪诺夫支持契尔年科挑战安德罗波夫。安德罗波夫计划以盖达尔·阿利耶夫取代吉洪诺夫，但未果已去世。吉洪诺夫对南斯拉夫进行国事访问期间，葛罗米柯被任命为第一副主席。西方观察家认为，安德烈·葛罗米柯被任命为第一副主席而无需吉洪诺夫同意，是吉洪诺夫被削弱的表现。
安德罗波夫因健康下降，故向苏联中央委员会进言。中央委员会将安德罗波夫的进言传达戈尔巴乔夫，契尔年科。不久，契尔年科，德米特里乌斯季诺夫和吉洪诺夫三人组成反对戈尔巴乔夫的集团。安德罗波夫的最后几天中，吉洪诺夫主持中央政治局会议，推动1984年于东柏林召开经济互助委员会会议，加强与东欧国家的双边关系，并促使芬兰总理访问苏联。总之，契尔年科的崛起，吉洪诺夫发挥了关键作用。然而，契尔年科1985年去世时，吉洪诺夫与戈尔巴乔夫的竞争却失败了。

### 戈尔巴乔夫时期
戈尔巴乔夫主政后，吉洪诺夫仍任苏联部长会议主席。但实为名誉，由副主席尼古拉·雷日科夫负责事务。1985年5月23日，吉洪诺夫提出苏联1985年－1990年，直到2000年的经济发展计划，其方案被同僚批评，戈尔巴乔夫说，吉洪诺夫是“不良思维”。其计划被废弃。吉洪诺夫预测苏联经济增长率为20－22％，2000年增涨率为21－24％，工业增长和农业产量增加一倍。吉洪诺夫于1985年9月27日去职，由尼古拉·雷日科夫继任。1985年起吉洪诺夫基本隐退。但他仍为重要的政治人物。值得注意的是他辞职时，吉洪诺夫是最老的苏联领导人。吉洪诺夫在苏联政治上仍不失影响，直至1989年他离开苏联中央委员会止。

## 晚年及逝世
吉洪诺夫离开政坛后，于1989年去信戈尔巴乔夫，信中对他曾任部长会议主席表示遗憾。苏联共产党解散后，他长住他的乡间别墅，过着隐居的生活。从未接触公众。他晚年的生活非常凄凉，因为他没有孩子，同时其妻子也已过世。苏联解体后，吉洪诺夫担任最高苏维埃的顾问。吉洪諾夫逝世於1997年6月1日，安葬於莫斯科新處女公墓。
根據時代雜誌報導，吉洪諾夫是一個「经得起考验」的人，當他從阿列克谢·柯西金接下部長會議主席一職時，幾乎沒有任何在外交和國防政策事務上的經驗。在他的出生地哈爾科夫可以找到吉洪諾夫的一个半身像。吉洪諾夫相較於其他幾位蘇聯部長會議主席，只留下極少衝擊和影響於蘇聯解體後的時代，今日只有少數人們還記得他。吉洪諾夫在他生涯之中曾獲得一些獎章，包括九次列寧勳章、兩次勞動紅旗勳章、一次紅星勳章、兩次斯大林獎及一些外國獎章。

### 引用
1. 1 2 3 4 5 6 7  Симоновым, A.A.  [Tikhonov, Nikolai Aleksandrovich]. warheroes.ru.   [2010-11-05]. （原始内容存档于2010-09-09） （俄语）.
2. 1 2  Zemtsov 1989，第119頁.
3. 1 2 3 4 5 6  . proekt-wms.narod.ru.   [2010-11-05]. （原始内容存档于2017-12-06） （俄语）.
4. ↑  Zemtsov 1989，第70頁.
5. ↑  Hough, Jerry F.; Fainsod, Merle. . Harvard University Press. 1979: 382  [2012-01-14]. ISBN 978-0-674-41030-5. （原始内容存档于2011-05-11）.
6. 1 2 3  . Kommersant. 2000-05-09  [2010-11-05] （俄语）.
7. ↑  Brown, Archie. . Oxford University Press. 1997: 332  [2012-01-14]. ISBN 978-0-192-88052-9. （原始内容存档于2013-05-26）.
8. ↑  Ploss, Sidney. . McFarland & Company. 2010: 132  [2012-01-14]. ISBN 978-0-786-44486-1. （原始内容存档于2012-11-15）.
9. ↑  Lahusen, Thomas; Solomon, Peter H. . LIT Verlag Münster. 2008: 206  [2012-01-14]. ISBN 978-3-825-80640-8. （原始内容存档于2013-05-26）.
10. ↑  . Reading Eagle. 1981-02-27  [2012-01-14]. （原始内容存档于2015-04-21）.
11. ↑  . Tri-City Herald. 1981-02-27.[]
12. 1 2  Service, Robert. . Penguin Books Ltd. 2009: 422  [2012-01-14]. ISBN 978-0-674-03493-8. （原始内容存档于2011-05-11）.
13. ↑  Zemtsov 1989，第131頁.
14. ↑  Clark, William A. . M. E. Sharpe. 1993: 157  [2012-01-14]. ISBN 1-56324-055-6. （原始内容存档于2014-07-04）.
15. ↑  . Deseret News. 1983-03-25  [2012-01-14]. （原始内容存档于2020-04-26）.
16. ↑  Zemtsov 1989，第146頁.
17. ↑  Brown, Archie. . Bodley Head. 2009: 482–83  [2012-01-14]. ISBN 978-1-84595-067-5. （原始内容存档于2014-01-01）.
18. ↑  Gaidar, Yegor. . University of Washington Press. 1999: 26  [2012-01-14]. ISBN 0-295-97823-6. （原始内容存档于2013-05-26）.
19. ↑  Brown, Archie. . Bodley Head. 2009: 488  [2012-01-14]. ISBN 978-1-84595-067-5. （原始内容存档于2014-01-01）.
20. 1 2  Service, Robert. . Penguin Books Ltd. 2009: 439  [2012-01-14]. ISBN 0-14-103797-0. （原始内容存档于2011-05-11）.
21. ↑  Haghayeghi ,Mehrdad. . Palgrave Macmillan. 1996: 46  [2012-01-14]. ISBN 0-312-16488-2. （原始内容存档于2013-05-26）.
22. ↑  Zwass, Adam. . M. E. Sharpe. 1989: 152  [2012-01-14]. ISBN 978-0-87332-496-0. （原始内容存档于2014-01-01）.
23. ↑  . Forbes.ru. 2009-09-24  [2010-11-21]. （原始内容存档于2010-10-10） （俄语）.
24. ↑  . warheroes.ru.   [2010-11-05]. （原始内容存档于2011-06-12） （俄语）.
25. ↑  . 時代雜誌. 1980-11-03  [2011-01-21]. （原始内容存档于2011-01-20）.
26. ↑  . warheroes.ru.   [2010-11-05]. （原始内容存档于2005-01-17） （俄语）.